# Gornja Lapaštica
Gornja Lapaštica (em cirílico: Горња Лапаштица) é uma vila da Sérvia localizada no município de Medveđa, pertencente ao distrito de Jablanica, na região de Goljak. A sua população era de 82 habitantes segundo o censo de 2011.

## Demografia
| 1948 | 1953 | 1961 | 1971 | 1981 | 1991 | 2002 | 2011 |
| ---- | ---- | ---- | ---- | ---- | ---- | ---- | ---- |
| 631  | 653  | 682  | 624  | 491  | 315  | 194  | 82   |